# Albumy numer jeden w roku 1988 (Japonia)
Notowanie Weekly Album Chart (jap. 週間アルバムランキング Shūkan Arubamu Chāto) przedstawia najlepiej sprzedające się albumy w Japonii. Publikowane jest ono przez magazyn Oricon Style, a dane skompletowane zostały przez Oricon w oparciu o cotygodniowe wyniki sprzedaży fizycznej albumów. Poniżej znajdują się tabele prezentujące najpopularniejsze albumy w danych tygodniach w roku 1988.

## Oricon Weekly Album Chart
| Data            | Album                                                                         | Wykonawca                        | Źródło |
| --------------- | ----------------------------------------------------------------------------- | -------------------------------- | ------ |
| 4 stycznia      | wstrzymanie publikacji                                                        | wstrzymanie publikacji           | [ 1 ]  |
| 11 stycznia     | Hikaru Genji                                                                  | Hikaru Genji                     | [ 1 ]  |
| 18 stycznia     | Hikaru Genji                                                                  | Hikaru Genji                     | [ 1 ]  |
| 25 stycznia     | Diamond Dust ga kienumani (jap. ダイアモンドダストが消えぬまに)               | Yumi Matsutōya                   | [ 1 ]  |
| 1 lutego        | Hikaru Genji                                                                  | Hikaru Genji                     | [ 1 ]  |
| 8 lutego        | Hikaru Genji                                                                  | Hikaru Genji                     | [ 1 ]  |
| 15 lutego       | MORAL+3                                                                       | BOØWY                            | [ 1 ]  |
| 22 lutego       | CATCH THE NITE                                                                | Miho Nakayama                    | [ 1 ]  |
| 29 lutego       | CATCH THE NITE                                                                | Miho Nakayama                    | [ 1 ]  |
| 7 marca         | CATCH THE NITE                                                                | Miho Nakayama                    | [ 1 ]  |
| 14 marca        | NEVER CHANGE                                                                  | Tsuyoshi Nagabuchi               | [ 1 ]  |
| 21 marca        | NEVER CHANGE                                                                  | Tsuyoshi Nagabuchi               | [ 1 ]  |
| 28 marca        | FATHER'S SON                                                                  | Shōgo Hamada                     | [ 1 ]  |
| 4 kwietnia      | NANNO-Singles-                                                                | Yōko Minamino                    | [ 1 ]  |
| 11 kwietnia     | NANNO-Singles-                                                                | Yōko Minamino                    | [ 1 ]  |
| 18 kwietnia     | Anzen Chitai VI 〜 Tsuki ni nureta futari (jap. 安全地帯VI〜月に濡れたふたり) | Anzen Chitai                     | [ 1 ]  |
| 25 kwietnia     | Anzen Chitai VI 〜 Tsuki ni nureta futari (jap. 安全地帯VI〜月に濡れたふたり) | Anzen Chitai                     | [ 1 ]  |
| 2 maja          | Heartland                                                                     | Motoharu Sano with THE HEARTLAND | [ 1 ]  |
| 9 maja          | EDGE OF TIME                                                                  | Jun’ichi Inagaki                 | [ 1 ]  |
| 16 maja         | “LAST GIGS”                                                                   | BOØWY                            | [ 1 ]  |
| 23 maja         | Citron                                                                        | Seiko Matsuda                    | [ 1 ]  |
| 30 maja         | Citron                                                                        | Seiko Matsuda                    | [ 1 ]  |
| 6 czerwca       | ribbon                                                                        | Misato Watanabe                  | [ 1 ]  |
| 13 czerwca      | ribbon                                                                        | Misato Watanabe                  | [ 2 ]  |
| 20 czerwca      | ribbon                                                                        | Misato Watanabe                  | [ 2 ]  |
| 27 czerwca      | ribbon                                                                        | Misato Watanabe                  | [ 2 ]  |
| 4 lipca         | Bewith                                                                        | Miki Imai                        | [ 2 ]  |
| 11 lipca        | SOLEIL                                                                        | Takako Okamura                   | [ 2 ]  |
| 18 lipca        | Keisuke Kuwata                                                                | Keisuke Kuwata                   | [ 2 ]  |
| 25 lipca        | Keisuke Kuwata                                                                | Keisuke Kuwata                   | [ 2 ]  |
| 1 sierpnia      | Shizuka (jap. 静香)                                                           | Shizuka Kudō                     | [ 2 ]  |
| 8 sierpnia      | Hi!                                                                           | Hikaru Genji                     | [ 2 ]  |
| 15 sierpnia     | OLIVE                                                                         | Rebecca                          | [ 2 ]  |
| 22 sierpnia     | Femme Fatale                                                                  | Akina Nakamori                   | [ 2 ]  |
| 29 sierpnia     | COVERS                                                                        | RC Succession                    | [ 2 ]  |
| 5 września      | CD-RIDER                                                                      | Yōko Oginome                     | [ 2 ]  |
| 12 września     | FLOWERS for ALGERNON                                                          | Kyōsuke Himuro                   | [ 2 ]  |
| 19 września     | FLOWERS for ALGERNON                                                          | Kyōsuke Himuro                   | [ 2 ]  |
| 26 września     | FLOWERS for ALGERNON                                                          | Kyōsuke Himuro                   | [ 2 ]  |
| 3 października  | GO FUNK                                                                       | Kome Kome Club                   | [ 2 ]  |
| 10 października | Such A Funky Thang!                                                           | Toshinobu Kubota                 | [ 2 ]  |
| 17 października | Such A Funky Thang!                                                           | Toshinobu Kubota                 | [ 2 ]  |
| 24 października | Such A Funky Thang!                                                           | Toshinobu Kubota                 | [ 2 ]  |
| 31 października | Boku no naka no shōnen (jap. 僕の中の少年)                                    | Tatsurō Yamashita                | [ 2 ]  |
| 7 listopada     | Boku no naka no shōnen (jap. 僕の中の少年)                                    | Tatsurō Yamashita                | [ 2 ]  |
| 14 listopada    | Boku no naka no shōnen (jap. 僕の中の少年)                                    | Tatsurō Yamashita                | [ 2 ]  |
| 21 listopada    | SO REAL                                                                       | Kahoru Kohiruimaki               | [ 2 ]  |
| 28 listopada    | Goodbye Girl (jap. グッバイガール)                                            | Miyuki Nakajima                  | [ 2 ]  |
| 5 grudnia       | Delight Slight Light KISS                                                     | Yumi Matsutōya                   | [ 2 ]  |
| 12 grudnia      | Delight Slight Light KISS                                                     | Yumi Matsutōya                   | [ 2 ]  |
| 19 grudnia      | CAROL ~A DAY IN A GIRL'S LIFE 1991~                                           | TM Network                       | [ 2 ]  |
| 26 grudnia      | Delight Slight Light KISS                                                     | Yumi Matsutōya                   | [ 2 ]  |